# Georgios Romeos
Georgios Romeos (în greacă Γεώργιος Ρωμαίος; n. 14 aprilie 1934, Pagoi⁠(d), Agios Georgios Municipal Unit⁠(d), Peloponez, Grecia de Vest și Insulele Ionice⁠(d), Grecia – d. 24 februarie 2023, Atena, Grecia) a fost un scriitor, jurnalist și om politic grec. Membru al partidului PASOK (PASOK), a fost membru al Parlamentului European din 1984 până în 1993.
Romeos a murit la Atena pe 24 februarie 2023, la vârsta de 88 de ani.